# القمبر ابن صبرة القيسي
القمبر ابن صبرة بن عساس بن حداد بن دحل بن الجرول العبدي القيسي  وهو من رجال قبيله عبد القيس ، ولد في جزيرة تاروت شرق شبة الجزيرة العربية، وهو من أوائل المسلمين الذين اسلموا عندما جائهم الخبر بظهور خاتم الأنبياء والمرسلين محمد وكان أحد أصحاب علي بن أبي طالب واستشهد في نينوى في معركة كربلاء حيث لم يُعلم له قبر 

## نبذة عنه
هو القمبر بن صبرة العبدي القيسي، من أصحاب علي بن أبي طالب. تميز بفصاحته في الكلام وبلاغة لسانه وخطابته. ولد في (تاروت) في منطقة القطيف سنة 19 قبل الهجرة. وآل قمبر من اسرة تنتمي إلى قبيلة عبد القيس من ربيعة. أما رأس هذه الأسرة القمبر بن صبرة فكان من رجال جزيرة تاروت صاحب نخل كبير على ضفاف الجزيرة ومن النواخذ المعروفين في ذلك الزمن.
كان من الرجال الذين استقبلوا الجارود بن العلاء في منطقة الجارودية بعد رجوعه من زيارة النبي محمد في المدينة المنورة قبل الفتح ومن أول المسلمين بما جاء به من عند النبي محمد.
من أولاد: زيد وعبد الله وحارث وصبرة ومن البنات دجى وليلى.

## سفره إلى المدينة
هاجر مع الرجال الذين زارو الرسول ﷺ بعد أن اسلموا مع الوفادة الثانية والتي كان فيها رجالا من الخط (القطيف)، ومما جاء في الروايات أن النبي ﷺ سألهم: هل معكم من أزوادكم شيء؟ ففرح القوم بذلك وابتدروا رحالهم فأقبل كل رجل منهم معه صرة من تمر فوضعوها على نطع بين يديه فأومأ بجريدة في يده كان يختصر بها فوق الذراع ودون الذراعين فقال أتسمون هذا التعضوض؟ قالوا نعم، ثم أومأ إلى صرة أخرى فقال أتسمون هذا الصرفان؟ قالوا نعم، ثم أومأ إلى صرة فقال أتسمون هذا البرني؟ قالوا نعم فقال رسول الله أما إنه خير تمركم وأنفعه لكم، فلما رجعوا إلى بلادهم أكثروا الغرز منه وعظمت رغبتهم فيه حتى صار معظم تمرهم ونخلهم البرني. وفي رواية أن أحدهم قال: بأبي أنت وأمي يارسول الله لو كنت ولدت في جوف هجر ما كنت بأعلم منك الساعة، أشهد أنك رسول الله، فقال لهم إن أرضكم رفعت إليّ منذ قعدتم فنظرت من أدناها إلى أقصاها.

## صحابته للرسول
استقر في المدينة فترة من الزمن صاحب فيها الرسول الكريم ﷺ وكان معروف بولائه لعلي وذكر في التفسير انه عند نزول سورة البينة وتلاوة الرسول ﷺ للأية الكريمة {إِنَّ الَّذِينَ آمَنُوا وَعَمِلُوا الصَّالِحَات أُولَئِكَ هُمْ خَيْر الْبَرِيَّة } 
أخرج ابن مردويه عن علي قال: قال لي رسول الله ﷺ ألم تسمع قول الله إن الذين آمنوا وعملوا الصالحات أولئك هم خير البرية هم أنت وشيعتك وموعدي وموعدكم الحوض إذا جثت الأمم للحساب يدعون غرا محجلين. فقال القمبر انا للإمام علي لمن الناصرين ان شاء الله.
شارك في الكثير من المعارك مع الرسول ﷺ ، وبعد مقتل عثمان بن عفان أصبح من رجال علي بن أبي طالب وسانده في كل معاركه كما كان ذلك ديدن جميع قبيله عبد القيس وحارب معه في معركة الجمل وصفين والنهروان وغيرها. ولم يحضر وفاته حيث كان قد رجع إلى تاروت مسقط رأسه عند مقتل علي. كان ابنه الحارث من بين من قاتل في معركه الجمل واستشهد فيها بجانب زيد ابن صوحان جميعا، وهما كليهما من قبيله عبد القيس.
كان زيد بن صوحان حامل راية علي بن أبي طالب في المعركة الجمل فلما ضَرَب عمرو بن يثري الظبي زيداً وسقط صريعاً سارع أخوه صعصعة وحمل عنه الراية. أما علي بن أبي طالب فقد جاءه وجلس عند رأسه قائلاً: رحمك الله يا زيد، كنتَ خفيف المؤونة، عظيم المعونة، فرفع زيد رأسه وهو يقول: وأنت فجزاك الله خير الجزاء يا أمير المؤمنين، فوالله ما علمت إلاّ بالله عليماً، وفي أم الكتاب عليّاً حكيماً، وإن الله في صدرك لعظيم. والله ما قُتِلتُ معك على جهالة، ولكنّي سمعت أم سلمة أم المؤمنين زوج النبيّ صلّى الله عليه تقول: « وانصر من نصره، واخذل من خذله » فكرهت والله أن أخذلك فيخذلني الله.

## وفاته
لحق القمبر بن صبرة وأبنه عبد الله الحسين بن علي في نينوى واستشهدا معه في معركه كربلاء. لم يعرف لهم قبر أو مرقد حيث ترك جسديهما في الرمضاء مع اجساد باقي الصحابة النجباء الذي استشهدوا مع الحسين بن علي بن أبي طالب.

## هوامش
1. لعل ضبط اسمه : القمبر بن صبرة بن حدرجان بن عساس بن ليث بن حداد بن ظالم بن ذهل بن عجل بن عمرو بن وديعة بن لكيز بن أفصى بن عبد القيس بن أفصى بن دعمي بن جديلة بن أسد بن ربيعة بن نزار.. راجع في ضبط النسب : أنساب الأشراف (2 / 112)
2. بملاحظة ضبط نسبه يتبيّن أنه أحد أعمام جد آل صوحان وهم تاروتيون أيضاً.